# Mutunópolis
Mutunópolis é um município do estado de Goiás, no Brasil. Sua população estimada em 2018 era de 3 793 habitantes. Possui área de 869 quilômetros quadrados. A cidade possui um estádio chamado José de Oliveira Neto.

## Topônimo
"Mutunópolis" é formado pela junção do termo de origem tupi "mutum" com o termo de origem grega pólis (cidade), significando, portanto, "cidade dos mutuns".